# ジェームズ・B・パレ図書賞
ジェームズ・B・パレ図書賞 (James B. Palais Book Prize)は、毎年、アメリカ合衆国のアジア研究協会が英語で出版された韓国・朝鮮(Korea)に関する優れた著書におくる賞である。
2010年から始まったパレ図書賞の名は、アメリカにおける韓国・朝鮮研究の第一人者ジェームズ・B・パレ(ワシントン大学)教授に由来する。それまではアジア研究協会のジョン・ホイットニー・ホール図書賞(現在は日本部門単独)の枠内で韓国研究の著作も表彰されていた。
パレ図書賞が対象とする「韓国・朝鮮研究」には、過去から現在までの朝鮮半島全体に関するものが含まれる。選考対象はオリジナルな学術研究に限られ、文学作品や旅行記、回想録などは認められていない。選考はアジア研究協会内の北東アジア評議会 (NEAC)から任命された4人の委員によっておこなわれる。賞金は1000ドルである。

## 受賞作品の一覧
歴代受賞作品は以下のとおり。
- 2010 — Sem Vermeersch, The Power of the Buddhas: the Politics of Buddhism during the Koryo Dynasty, 918–1392 (Harvard University Asia Center, 2008)
- 2011 — Hwasook Nam, Building Ships, Building a Nation: Korea's Democratic Unionism under Park Chung Hee (University of Washington Press, 2009)
- 2012 — Eleana J. Kim, Adopted Territory: Transnational Korean Adoptees and the Politics of Belonging (Duke University Press, 2010)
- 2013 — Suk-Young Kim, Illusive Utopia: Theater, Film and Everyday Performance in North Korea (University of Michigan Press, 2011)